# پارک ملی هات اسپرینگز
پارک ملی هات اسپرینگز (به انگلیسی: Hot Springs National Park) پارکی طبیعی در ایالت آرکانسا در ایالات متحده آمریکا است.
هات اسپرینگز کوچکترین پارک ملی ایالات متحده از نظر مساحت زمین بود.شاخه یادگیری و تعامل دیجیتالی موزه، تجربیات چند رسانه ای را تولید خواهد کرد.

## وبگاه‌های بیرون
- وبگاه رسمی
- نگارستان